# Lars Leijonborg
Lars Erik Ansgar Leijonborg (Täby, Provincia de Estocolmo, 21 de noviembre de 1949) es un trabajador social y político sueco, Fue ministro de Educación Superior e Investigación entre 2006 y 2009 y jefe del Ministerio de Educación e Investigación entre 2006 y 2007. Durante un período de diez años de 1997 a 2007, se desempeñó como presidente del Partido Popular Liberal (en sueco: Folkpartiet liberalerna). En 2010, comenzó a trabajar en la agencia de comunicación Diplomat Communications
Anunció el 11 de junio de 2009 que dejaría el gabinete de Fredrik Reinfeldt tan pronto como se nombrara un sucesor. Tobias Krantz lo reemplazó el 17 de junio de 2009.

## Biografía
Aunque nació en Täby, Provincia de Estocolmo, Lars Leijonborg creció en Solna al norte de Estocolmo. En 1971 se convirtió en el líder de la Juventud Liberal de Suecia (Liberala ungdomsförbundet), la organización juvenil del Partido Liberal. En 1974 se graduó de sus estudios en trabajo social en la Universidad de Estocolmo. Fue secretario del partido desde 1980 hasta 1983 y editor en jefe de la revista del partido NU de 1983 a 1984. Después de un breve período como consultor de gestión, fue elegido miembro del Riksdag (parlamento) en 1985. En 1990 se convirtió en el segundo vicepresidente del partido. Después de Maria Leissner, el 15 de marzo de 1997 fue elegido por unanimidad presidente del partido.
Inicialmente, los votantes se mostraban fríos con Leijonborg, su apariencia a menudo se describe como tensa.[cita requerida] En las elecciones parlamentarias de 1998, Folkpartiet recibió el 4,7% de los votos, justo por encima del umbral del 4% para la representación parlamentaria. Fue el peor resultado electoral que había visto el partido desde la Primera Guerra Mundial. Incluso dentro del partido, la posición de Leijonborg fue cuestionada por muchos. La organización juvenil que una vez dirigió pidió abiertamente su renuncia. A pesar de la oposición interna, logró mantenerse en su cargo. Y cuando, en la campaña previa a las elecciones parlamentarias de 2002, el partido surgió repentinamente después de lanzar una propuesta para hacer de una prueba de idioma sueco uno de los requisitos para una ciudadanía sueca naturalizada, Leijonborg fue apodado "el Rey León" (Leijonkungen) en los tabloides. También se le dio el apodo cariñoso de "Mufasa" en referencia a la película de Disney.[cita requerida] El resultado de las elecciones, 13,3%, fue un éxito para el partido y para Leijonborg personalmente, pero dado que los socios de centro-derecha del partido no lograron ganar terreno, los socialdemócratas pudieron permanecer en el gobierno. En 2006, el partido formó parte de la Alianza por Suecia, que ganó las elecciones, aunque después de un escándalo en el que miembros del partido habían pirateado la red informática de un partido rival, el Partido Liberal perdió casi seis puntos porcentuales en comparación con las elecciones de 2002. obteniendo un total del 7,5% de los votos.
El 6 de octubre de 2006, Lars Leijonborg fue nombrado ministro de Educación e Investigación en el gabinete de Fredrik Reinfeldt. El 16 de octubre de 2006, Leijonborg asumió temporalmente las responsabilidades de la ministra de Cultura Cecilia Stegö Chilò, quien dimitió ese día. Ocho días después, el 24 de octubre, Lena Adelsohn Liljeroth asumió el Ministerio de Cultura.
Leijonborg anunció su dimisión como líder del partido el 23 de abril de 2007. Renunció a su cargo en septiembre de 2007. Su sucesor como presidente, el ministro de Escuelas, Jan Björklund, también asumió el cargo de nuevo director del Ministerio de Educación e Investigación. Leijonborg permaneció en el gabinete, manteniendo sus asignaciones políticas como ministro de Educación Superior e Investigación, pero renunció al gobierno el 11 de junio de 2009.
Leijonborg es miembro de la congregacionalista Iglesia del Pacto de la Misión de Suecia (en sueco: Svenska Missionskyrkan).